# Telford (Pennsylvania)
Telford  è una borough degli Stati Uniti d'America, nella contea di Bucks nello Stato della Pennsylvania. Secondo il censimento del 2010 la popolazione è di 4.872 abitanti.

## Società

### Evoluzione demografica
La composizione etnica vede una maggioranza di quella bianca (92,48%), seguita dagli afroamericani (3,76%) dati del 2000.
| borough di Telford Popolazione |       |
| 2000                           | 4.680 |
| 2010                           | 4.872 |